# بیمارستان نیویورک-پرسبیترین
بیمارستان نیویورک-پرسبیترین (به انگلیسی: NewYork–Presbyterian Hospital) بیمارستانی در منهتن نیویورک است که متعلق به دو کالج پزشکی مشهور این شهر، کالج پزشکی و جراحی کلمبیا و کالج پزشکی وایل کرنل می‌باشد و از معتبرترین و شلوغ‌ترین بیمارستان‌های آمریکا و جهان به‌شمار می‌رود. این بیمارستان از سال ۲۰۱۴ میلادی از سوی مؤسسه یواس نیوز اند ورلد ریپورت رتبهٔ ششم را درمیان بیمارستان‌های آمریکا، رتبه اول را در ایالت نیویورک و رتبه اول ابرشهر نیویورک را در اختیار دارد. بیمارستان نیویورک-پرسبیترین در زمرهٔ بزرگترین بیمارستان‌های خصوصی در نیویورک و آمریکا به‌شمار می‌رود
و از دو مرکز پزشکی متمایز با نام‌های مرکز پزشکی دانشگاه کلمبیا و مرکز پزشکی دانشگاه وایل کرنل تشکیل شده‌است.